# Софроније Иркуски
Епископ Софроније (рођ. Стефан Назариевич Кристалевски; 25. децембар 1703 — 30. март 1771, Иркутск) — светитељ и епископ Руске православне цркве, Иркутско-нерчинске епархије.
Православна црква, га помиње 30. марта.

## Биографија
Рођен је у Полтавској губернији. Студирао је у Перејаславској богословији. Након дипломирања 1727. постао је искушеник Красногорског Покровског манастира. У њему је 23. априла 1730. године примио је монашки постриг са именом Софроније у част светог Софронија Јерусалимског. Године 1732. у храму Свете Софије у Кијеву рукоположен је за јерођакона, а потом и за јеромонаха. Две године је био благајник Покровског манастира, затим је указом перејаславског епископа Арсенија (Берлова) премештен у архијерејски дом за помоћника. Године 1735. на епархијске послове упућен је у Петроград, где је провео две године , учествујући у раду Синода. Године 1742, заједно са 29 монаха сакупљених из целог царства да попуне братију Александро-Невске лавре, Софроније је премештен у Санкт Петербург и постављен за благајника, а 1746. за игумана манастира. Тамо је био седам година.
Након смрти епископа Иркутског Инокентија, огромна епархија Иркутска била је пет година без епископа. Указом царице Јелисавете Петровне од 23. фебруара 1753. године, Синоду је препоручено да Софронија уздигне у чин епископа и постави на иркутску катедру. 18. априла исте године Софроније је хиротонисан за епископа Иркутског и Нерчинског у Успенском саборном храму Московског Кремља. После освећења, Софроније је прво отишао у Кијев да се помоли у светињама Кијево-печерске лавре, а затим је отишао у своју епархију. 20. марта 1754. стигао је у Иркутск
Прихвативши послове администрације, Софроније је обишао епархију, посетио Нерчинск, Киренск, Јакутск. У будућности је више пута предузимао мисионарска путовања. Показао се као градитељ храмова, оснивач Богословије, где је и сам предавао. Повео је са собом у Сибир свог пријатеља Синесија, 1754. поставио га је за игумана Иркутског Вазнесенског манастира, а касније га је уздигао у чин архимандрита и учинио чланом конзисторије, где се Синесије показао као Софронијев помоћник у пословима. епархијске управе.
Осећајући наступ старости и погоршање здравља, Софроније је затражио од Синода да га пензионише, али се потрага за заменом отегла, и свети Софроније је преминуо у Иркутску 30. марта 1771. године, на други дан Пасхе. Сахрана Софронија није обављена одмах - 6 месеци и 10 дана његово тело је било у казанској бочној капели Иркутске богојављенске катедрале. 8. октобра 1771. године сахрањен је. Све ово време тело није показивало знаке труљења, што је био почетак поштовања Софронија као светитеља, а томе су се додавали и каснији извештаји о чудима кроз молитве њему. Године 1874. Софронијеви остаци су испитани и утврђено је да су нетрулежни.